# 天主教薩摩亞-阿皮亞總教區
天主教薩摩亞-阿皮亞總教區（拉丁語：Archidioecesis Samoa-Apiana）是範圍為薩摩亞全國的天主教總教區，下轄一個教區、兩個自治傳教區。
2010年有教友42,500人、卅八個堂區、五十名司鐸。教座位於首都阿皮亞。現任教區總主教為阿拉帕蒂·馬塔埃利加。
1966年6月21日升為教區。1982年8月10日升為總教區。